# Açailândia
Açailândia, amtlich portugiesisch Município de Açailândia, ist eine Stadt im brasilianischen Bundesstaat Maranhão. Sie hatte im Volkszählungsjahr 2010 104.047 Einwohner. Die Bevölkerungszahl wurde zum 1. Juli 2020 auf 113.121 Einwohner geschätzt, die auf einer Gemeindefläche von rund 5806,4 km² leben und Açailandenser (açailandenses) genannt werden. Die Bevölkerungsdichte liegt rechnerisch bei 18 Personen pro km², tatsächlich konzentrieren sich über 75 % der Bevölkerung auf den urbanen Raum. Sie steht an achter Stelle der 217 Munizips des Bundesstaates. Die Hauptstadt São Luís ist 562 km entfernt.
Açailândia ist ein Verkehrsknotenpunkt. Sie ist die größte Stadt der aus acht Gemeinden bestehenden Planungsregion Região de Planejamento dos Carajás, die nach den früher hier lebenden Ureinwohnern Karajás (Carajás) benannt ist.

## Toponym
Namensgeber der Gemeinde waren die im Norden und Nordosten häufig vorkommenden açaizeiros oder Açai-Palmen Euterpe oleracea. Die ersten Unterkünfte der Straßenarbeiter für die BR-010, die sich dort ansiedelten, hatten Palmenwedel der Açai zur Bedachung genutzt.

## Geschichte
Açailândia entstand 1958 mit den Arbeiten an der BR-010 oder Rodovia Belém-Brasília genannt, wodurch 1200 Arbeiter in der Region mobilisiert worden waren. Ursprünglich unterstand das Territorium dem Munizip Imperatriz, etwa 30 Wasserläufe wie die Bäche Riacho Açailândia, Riacho Itinga, Riacho Cajuapara oder Riacho Pequiá sowie die Flüsse Rio Gurupi und Rio Pindaré, fruchtbares Land und Holzreichtum machten das Gebiet für die Ansiedlung attraktiv. Mit staatlicher Unterstützung war in der Nähe die Landwirtschaftskolonie Colônia Gurupi mit ehemaligen Bewohnern des Bundesstaates Ceará gegründet worden, die sich dynamisch entwickelte. Der Munizip ist heute einer der größten Produzenten in Maranhão von Reis, Mais, Maniok, Bohnen, schwarzem Pfeffer und Tomaten. In der Viehzucht unterhält es eine der größten Rinderherden des Landes. Am 6. Juni 1981 wurde Açailândia aus Imperatriz herausgelöst und erhielt die Stadtrechte eines Munizips. In Andenken an 1958 wird in der Stadt jährlich ein Straßenumzug, der Açai Folia veranstaltet.
Neben der Landwirtschaft, die den Straßenbau abgelöst hatte, entwickelte sich der Ort zu einem Verkehrsknotenpunkt, nachdem in den 1980er Jahren die Eisenbahnlinien der Estrada de Ferro Carajás und der Ferrovia Norte-Sul in Açailândia aufeinander trafen.

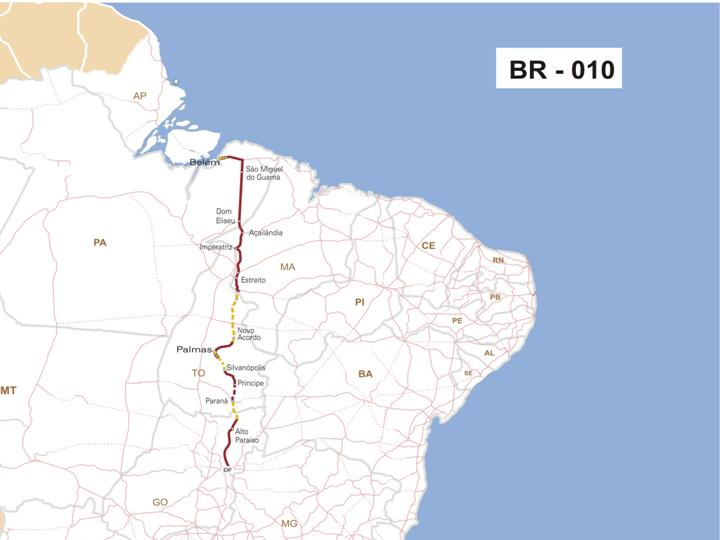
Rodovia Belém-Brasília
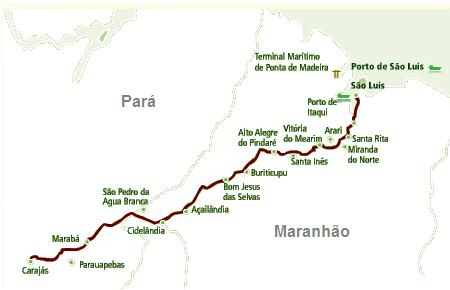
Estrada de Ferro Carajás
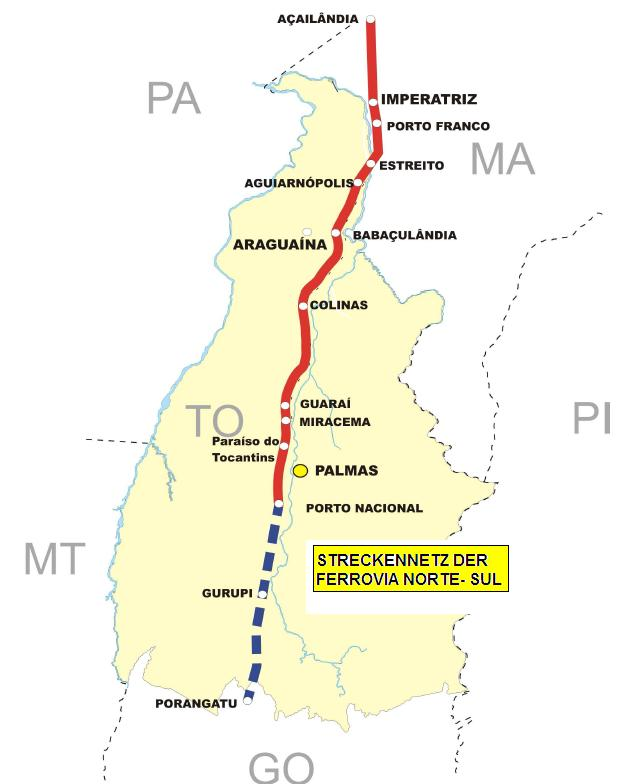
Ferrovia Norte-Sul
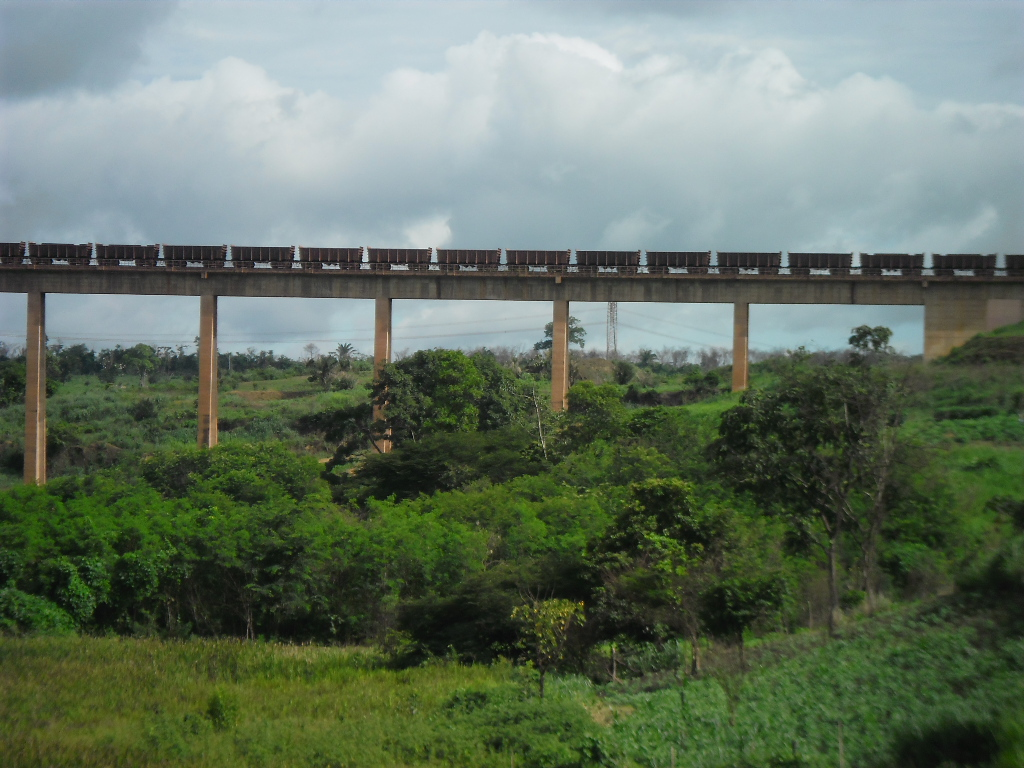
Eisenerztransport der Ferro Carajás
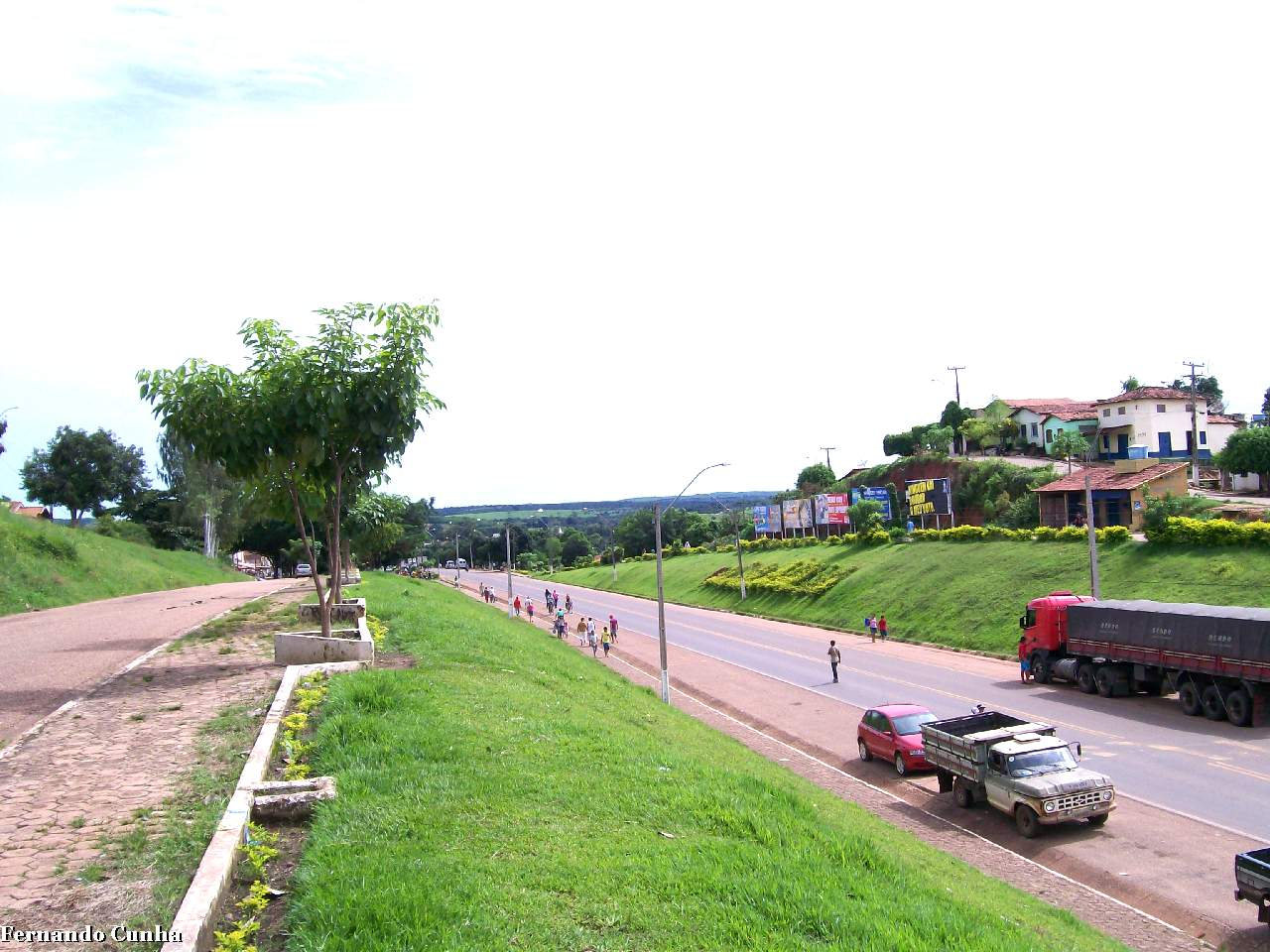
BR-010 in Açailândia

Dies brachte die Eisenerzproduktion in die Gemeinde, die als Verteilerstützpunkt fungiert. 2016 war Açailândia der viertgrößte Gewerbesteuereinnehmer im Bundesstaat.
Die Binnenmigranten stammten aus Bahia, Ceará, Espírito Santo (capixabas), Goiás, Minas Gerais, Pernambuco, Paraíbo oder Piauí, an Ausländern hatten sich Koreaner, Italiener, Syrer, Japaner, Libanesen, Portugiesen und Ukrainer angesiedelt.
1994 wurden die Städteneugründungen im Süden São Francisco do Brejão, heute 745,8 km², und im Nordosten Itinga do Maranhão, heute 3590 km², aus dem Gemeindegebiet herausgelöst, wodurch Açailândia rund 43 % seiner Fläche verlor.

## Geographie
Umliegende Gemeinden sind Cidelândia, São Francisco do Brejão, João Lisboa, Bom Jesus das Selvas, Amarante do Maranhão, Bom Jardim und Itinga do Maranhão. Mit Rondon do Pará hat sie eine gemeinsame Grenze zum Nachbarstaat Pará.

## Klima
Die Gemeinde hat tropisches Klima, Aw nach der Klimaklassifikation nach Köppen und Geiger. Die Durchschnittstemperatur ist 25,9 °C. Die durchschnittliche Niederschlagsmenge liegt bei 1334 mm im Jahr. Im Südsommer fallen in Açailândia deutlich mehr Niederschläge als im Südwinter.
|                   | Jan  | Feb  | Mär  | Apr  | Mai  | Jun  | Jul  | Aug  | Sep  | Okt  | Nov  | Dez  |   |      |
| Temperatur (°C)   | 25,7 | 25,6 | 25,8 | 26,0 | 25,6 | 25,4 | 25,6 | 26,2 | 26,4 | 26,4 | 26,2 | 26,1 | Ø | 25,9 |
| Niederschlag (mm) | 163  | 242  | 296  | 231  | 76   | 46   | 7    | 14   | 28   | 23   | 97   | 111  | Σ | 1334 |

## Kommunalverwaltung
Die Exekutive liegt bei dem Stadtpräfekten (Bürgermeister). Bei der Kommunalwahl 2016 wurde Aluisio Silva Sousa von der kommunistischen PCdoB zum Stadtpräfekten für die Amtszeit von 2017 bis 2020 gewählt.
Die Legislative liegt bei einem 17-köpfigen gewählten Stadtrat, den vereadores.

## Bevölkerungsentwicklung
| Jahr | Einwohner | Stadt  | Land   |
| --- | --------- | ------ | ------ |
| 1991 | 63.626    | 46.195 | 17.431 |
| 2000 | 88.320    | 64.164 | 24.156 |
| 2010 | 104.047   | 78.237 | 25.810 |
| 2020 | 113.121   | ?      | ?      |
| Hier fehlt eine Grafik, die leider im Moment aus technischen Gründen nicht angezeigt werden kann. Wir arbeiten daran! |           |        |        |

Quelle: IBGE (2011)

## Durchschnittseinkommen und Lebensstandard
Das monatliche Durchschnittseinkommen betrug 2017 den Faktor 2,0 des brasilianischen Mindestlohns (Salário mínimo) von R$ 880,00 (umgerechnet für 2019: rund 398 €). Der Index der menschlichen Entwicklung (HDI) ist mit 0,672 für 2010 als im Mittel liegend eingestuft. 2017 waren 16.176 Personen oder 14,5 % der Bevölkerung als fest im Arbeitsverhältnis stehend gemeldet, 43,4 % der Bevölkerung hatten 2010 ein Einkommen von der Hälfte des Minimallohns. Über 8400 Familien erhielten im Oktober 2019 Unterstützung durch das Sozialprogramm Bolsa Família.
Das Bruttosozialprodukt pro Kopf betrug 2016 18.088,40 R$, das Bruttosozialprodukt der Gemeinde belief sich auf rund 1999,5 Mio. R$.

## Analphabetenquote
Açailândia hatte 1991 eine Analphabetenquote von 47,1 % inklusive Grundschulabbrecher, die sich bei der Volkszählung 2010 bereits auf 23,7 % reduziert hatte. Rund 31 % der Bevölkerung waren 2010 Kinder und Jugendliche bis 15 Jahre.

## Ethnische Zusammensetzung
Ethnische Gruppen nach der statistischen Einteilung des IBGE (Stand 2000 mit 88.320 Einwohnern, Stand 2010 mit 104.047 Einwohnern): Von diesen lebten 2010 78.237 Einwohner im städtischen Bereich und 25.810 im ländlichen Raum von Regenwaldgebiet und Cerrado.
| Gruppe      | Anteil 2000 | Anteil 2010 | Anmerkung                        |
| ----------- | ----------- | ----------- | -------------------------------- |
| Pardos      | 56.699      | ▲ 67.501    | Mischrassige, Mulatten, Mestizen |
| Brancos     | 26.572      | ▲ 27.162    | Weiße, Nachfahren von Europäern  |
| Pretos      | 4.343       | ▲ 8.292     | Schwarze                         |
| Amarelos    | 137         | ▲ 898       | Asiaten                          |
| Indígenas   | 215         | ▼ 193       | indigene Bevölkerung             |
| ohne Angabe | 354         | –           |                                  |